# Friedrich Meinecke
Pour les articles homonymes, voir Meinecke.
Friedrich Meinecke (30 octobre 1862 à Salzwedel, province de Saxe - 6 février 1954 à Berlin) est un historien et un professeur allemand connu pour ses positions antisémites.

## Biographie
De 1896 à 1935, Meinecke dirigea la revue historique allemande Historische Zeitschrift, fondée en 1859.

## Publications
Entre autres :
- Das Leben des Generalfeldmarschalls Hermann von Boyen (2 volumes, 1896-1899)
- Das Zeitalter der deutschen Erhebung, 1795-1815 (1906)
- Weltbürgertum und Nationalstaat : Studien zur Genesis des deutschen Nationalstaates (1908)
- Radowitz und die deutsche Revolution (1913)
- Die Idee der Staatsräson in der neueren Geschichte (1924)
- Geschichte des deutsch-englischen Bündnisproblems, 1890-1901 (1927)
- Staat und Persönlickeit (1933)
- Die Entstehung des Historismus (2 volumes, 1936)
- Die deutsche Katastrophe: Betrachtungen und Erinnerungen (1946)
- 1848: Eine Säkularbetrachtung (1948)
- Werke (9 volumes, 1957-1979)

## Annexe